# Wahlkreis Mitte 3
Der Wahlkreis Mitte 3 ist ein Abgeordnetenhauswahlkreis in Berlin. Er gehört zum Wahlkreisverband Mitte und umfasst die Ortsteile Tiergarten und Hansaviertel sowie vom Ortsteil Moabit das Gebiet südlich der Linie Huttenstraße–Turmstraße–Seydlitzstraße.

## Abgeordnetenhauswahl 2023
Bei der Wahl zum Abgeordnetenhaus von Berlin 2023 traten folgende Kandidaten an:
| Name                    | Partei           | Anteil der Erststimmen | Anteil der Zweitstimmen |
| ----------------------- | ---------------- | ---------------------- | ----------------------- |
| Jian Omar               | Grüne            | 33,0 %                 | 28,0 %                  |
| Gabriele Cocozza        | CDU              | 22,3 %                 | 22,2 %                  |
| Thomas Isenberg         | SPD              | 18,6 %                 | 18,4 %                  |
| Anne Helm               | Die Linke        | 11,3 %                 | 12,4 %                  |
| Tim Stuchtey            | FDP              | 05,3 %                 | 06,1 %                  |
| Carsten Riedel          | AfD              | 04,7 %                 | 04,6 %                  |
| Pia Pötschke            | Tierschutzpartei | 02,1 %                 | 01,7 %                  |
| Nils Waschner           | Die PARTEI       | 01,9 %                 | 01,4 %                  |
| Norman Röwe             | dieBasis         | 00,6 %                 | 00,6 %                  |
| Bernd Elmenthaler       | Einzelbewerber   | 00,2 %                 | 0–                      |
| –                       | Volt             | –                      | 01,6 %                  |
| –                       | Sonstige         | –                      | 03,0 %                  |
| Wahlberechtigte: 29.937 |                  |                        |                         |
| Wahlbeteiligung: 63,5 % |                  |                        |                         |

## Abgeordnetenhauswahl 2021
Bei der im Nachhinein für ungültig erklärten Wahl zum Abgeordnetenhaus von Berlin 2021 traten folgende Kandidaten an:
| Name                    | Partei           | Anteil der Erststimmen | Anteil der Zweitstimmen |
| ----------------------- | ---------------- | ---------------------- | ----------------------- |
| Jian Omar               | Grüne            | 31,9 %                 | 28,3 %                  |
| Thomas Isenberg         | SPD              | 22,0 %                 | 20,0 %                  |
| Gabriele Cocozza        | CDU              | 15,8 %                 | 15,0 %                  |
| Anne Helm               | Die Linke        | 12,7 %                 | 13,5 %                  |
| Tim Stuchtey            | FDP              | 07,9 %                 | 08,1 %                  |
| Carsten Riedel          | AfD              | 03,8 %                 | 03,9 %                  |
| Pia Pötschke            | Tierschutzpartei | 02,0 %                 | 01,3 %                  |
| Nils Waschner           | Die PARTEI       | 02,0 %                 | 01,6 %                  |
| Norman Röwe             | dieBasis         | 01,5 %                 | 01,1 %                  |
| Bernd Elmenthaler       | Einzelbewerber   | 00,3 %                 | 0–                      |
| –                       | Volt             | –                      | 02,0 %                  |
| –                       | Team Todenhöfer  | –                      | 01,6 %                  |
| –                       | Sonstige         | –                      | 05,6 %                  |
| Wahlberechtigte: 29.676 |                  |                        |                         |
| Wahlbeteiligung: 77,1 % |                  |                        |                         |

## Abgeordnetenhauswahl 2016
Zur Abgeordnetenhauswahl 2016 wurde der Wahlkreis neu zugeschnitten. Es traten folgende Kandidaten an:
| Name                              | Partei           | Anteil der Erststimmen | Anteil der Zweitstimmen |
| --------------------------------- | ---------------- | ---------------------- | ----------------------- |
| Thomas Isenberg                   | SPD              | 26,3 %                 | 22,0 %                  |
| Tilo Siewer                       | Grüne            | 26,2 %                 | 24,3 %                  |
| Florian Schwanhäußer              | CDU              | 15,8 %                 | 15,5 %                  |
| Anisa Fliegner                    | Die Linke        | 10,5 %                 | 13,2 %                  |
| Joel Bußmann                      | AfD              | 08,8 %                 | 08,9 %                  |
| Tim Stuchtey                      | FDP              | 07,1 %                 | 08,5 %                  |
| David Hamann                      | Die PARTEI       | 02,0 %                 | 02,0 %                  |
| Harry Hensler                     | Piraten          | 01,9 %                 | 01,9 %                  |
| Maike Ahlers                      | Mieterpartei     | 01,0 %                 | 0–                      |
| Florian Hahn                      | Die Violetten    | 00,4 %                 | 00,3 %                  |
| –                                 | Tierschutzpartei | 0–                     | 01,4 %                  |
| –                                 | Sonstige         | 0–                     | 02,0 %                  |
| Wahlberechtigte: 30.033 Einwohner |                  |                        |                         |
| Wahlbeteiligung: 67,2 %           |                  |                        |                         |

## Abgeordnetenhauswahl 2011
Bei der Wahl zum Abgeordnetenhaus von Berlin 2011 traten folgende Kandidaten an:
| Name                              | Partei           | Anteil der Erststimmen | Anteil der Zweitstimmen |
| --------------------------------- | ---------------- | ---------------------- | ----------------------- |
| Thomas Isenberg                   | SPD              | 30,7 %                 | 28,0 %                  |
| Tilo Siewer                       | Grüne            | 28,4 %                 | 27,3 %                  |
| Frank Henkel                      | CDU              | 23,2 %                 | 21,5 %                  |
| Simon Weiß                        | Piraten          | 08,0 %                 | 09,2 %                  |
| Rainer-Maria Fritsch              | Die Linke        | 05,4 %                 | 05,9 %                  |
| Peter Pawlowski                   | FDP              | 01,5 %                 | 01,9 %                  |
| Roland Jalowy                     | Pro Deutschland  | 01,5 %                 | 00,8 %                  |
| David Hamann                      | Die PARTEI       | 01,3 %                 | 00,9 %                  |
| –                                 | BIG              | 0–                     | 01,0 %                  |
| –                                 | Tierschutzpartei | –                      | 01,0 %                  |
| –                                 | Sonstige         | –                      | 02,5 %                  |
| Wahlberechtigte: 32.411 Einwohner |                  |                        |                         |
| Wahlbeteiligung: 60,7 %           |                  |                        |                         |

## Abgeordnetenhauswahl 2006
Bei der Abgeordnetenhauswahl 2006 traten folgende Kandidaten an:
| Name                              | Partei    | Anteil der Erststimmen |
| --------------------------------- | --------- | ---------------------- |
| Jutta Koch-Unterseher1            | SPD       | 38,0 %                 |
| Gabriele Cocozza                  | CDU       | 23,6 %                 |
| Michael Haberkorn                 | Grüne     | 19,6 %                 |
| Peter Pawlowski                   | FDP       | 07,0 %                 |
| Jens-Peter Heuer                  | Die Linke | 05,3 %                 |
| Renate Herranen                   | WASG      | 03,8 %                 |
| Peter Warnst                      | REP       | 01,9 %                 |
| Ulrike Just                       | AGFG      | 00,9 %                 |
| Wahlberechtigte: 31.660 Einwohner |           |                        |
| Wahlbeteiligung: 59,4 %           |           |                        |

Koch-Unterseher legte ihr Mandat 2008 nieder. Für sie rückte Thomas Isenberg nach.

## Bisherige Abgeordnete
Da der Wahlkreis erst seit 2006 in der heutigen Form besteht, ist die Angabe bisheriger direkt gewählter Abgeordneter erst seitdem möglich.
| Jahr | Name                  | Partei | Anteil der Erststimmen |
| ---- | --------------------- | ------ | ---------------------- |
| 2023 | Jian Omar             | Grüne  | 33,0 %                 |
| 2021 | Jian Omar             | Grüne  | 31,9 %                 |
| 2016 | Thomas Isenberg       | SPD    | 27,9 %                 |
| 2011 | Thomas Isenberg       | SPD    | 30,7 %                 |
| 2006 | Jutta Koch-Unterseher | SPD    | 38,0 %                 |